# جنت لیز شا مکینتاش
جنت لیز شا مکینتاش (انگلیسی: Janet Leys Shaw Mactavish؛ ۱۵ اوت ۱۹۲۵ – ۱۹ فوریهٔ ۱۹۷۲) معمار اهل کانادا بود که به‌واسطهٔ طراحی‌های نوآورانهٔ ساختمان مدارس و دانشگاه‌ها شهرت داشت. از طراحی‌های مشهور او «ساختمان فیزیک استرلینگ هال» در دانشگاه کویینز و ساختمان علوم پزشکی مکینتایر در دانشگاه مک‌گیل است. وی خودش نیز دانش‌آموختهٔ رشتهٔ معماری در دانشگاه مک‌گیل بود.